# Weldenia
Weldenia é um género botânico pertencente à família Commelinaceae.

## Espécies
- Weldenia candida
- Weldenia candida fo. caerulea
- Weldenia candida fo. candida
- Weldenia schultesii